# Pipile jacutinga
Il guan fischiatore frontenera (Pipile jacutinga (von Spix, 1825)) è un uccello della famiglia Cracidae, diffuso in Sud America.